# Conway (Missouri)
Conway – miasto w Stanach Zjednoczonych, w stanie Missouri, w hrabstwie Laclede.